# 송 양공 (희)
송 양공(宋煬公)은 중국 서주 시대의 인물로, 제6대 송공이다. 성은 자(子), 휘는 희(熙)이다.
4대 송공 송 정공의 아들, 5대 송공 송 민공의 아우로, 형이 죽은 후 그 뒤를 이었다.
민공의 아들 부사(鮒祀 - 후의 송 여공)에게 시해당했다.

## 가계
- 송 정공 (아버지)
  - 송 민공
    - 불보하
    - 송 여공

  - 송 양공